# Korkeasaari
Korkeasaari es una isla en Helsinki, en el país europeo de Finlandia, donde se encuentra el mayor zoológico de esa nación. 

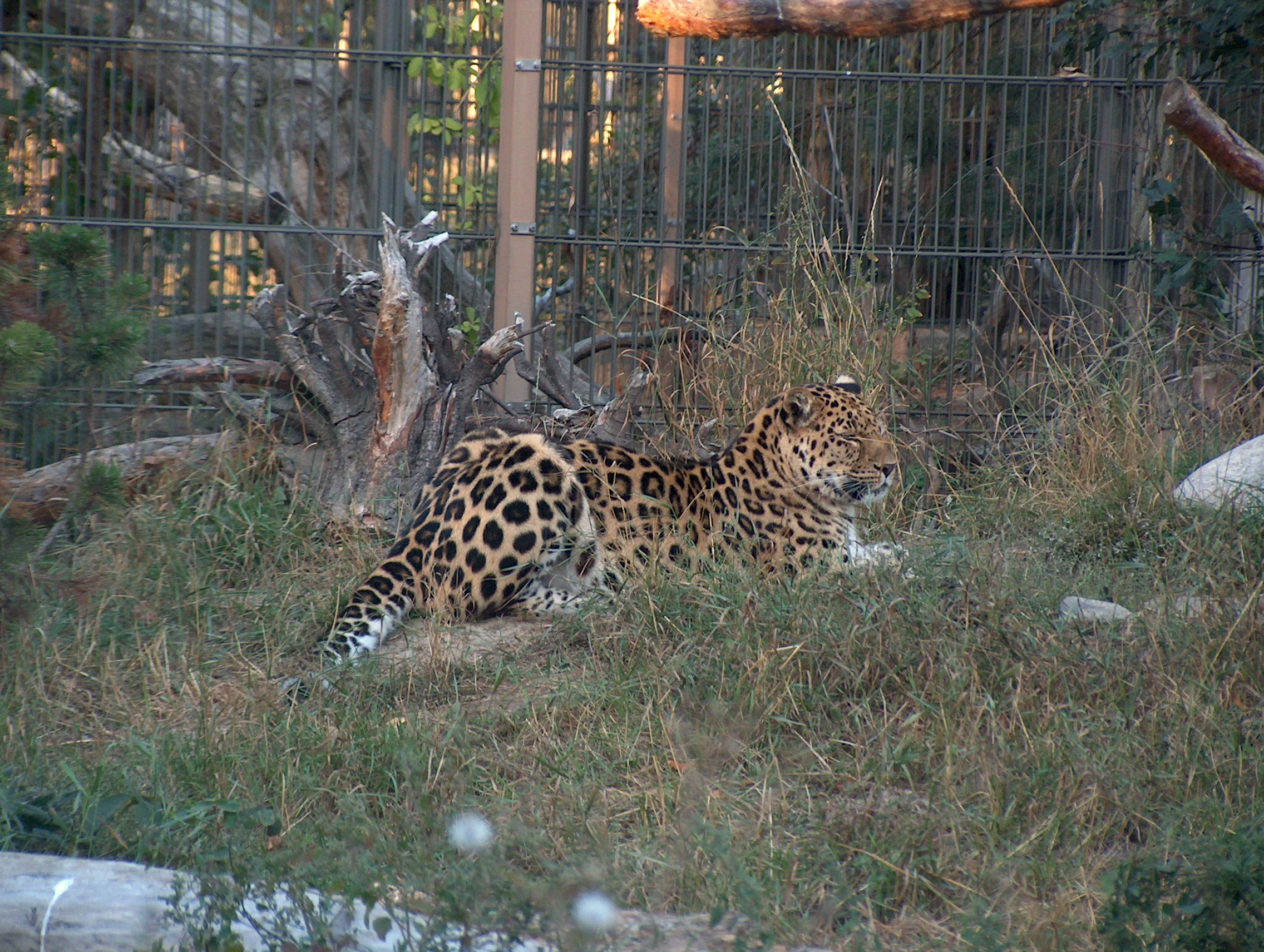
Panthera pardus orientalis H9950 Amurin leopardi C

El zoológico está situado en una isla rocosa de 22 hectáreas (54 acres). Está conectado a tierra firme mediante un puente con Mustikkamaa, donde hay acceso al zoológico durante todo el año. Un ferry y transportes acuáticos llevan a los visitantes a la isla en el verano desde Kauppatori y Hakaniemi.
Korkeasaari es uno de los lugares más populares entre los visitantes en Helsinki. Los animales en exhibición se dividen geográficamente en los de la Amazonia,  Africasia y Borealia. El número de especies de animales es de cerca de doscientos, mientras el de especies de plantas es alrededor de un millar.